# Dolmen d'Er Houel
Le dolmen d'er Houel (er Houtel, er Hourel) est un dolmen situé à Locmariaquer, dans le département français du Morbihan, en Bretagne.

## Historique
Le dolmen fait l'objet d'une inscription au titre des Monuments historiques par arrêté du 24 juillet 2023.

## Description
Le dolmen est situé à l'extrémité de la pointe d'er Houel, à 2 km au sud-ouest du centre de Locmariaquer et à 1 km à l'ouest des Pierres Plates. Il occupe un emplacement légèrement en deçà de la plage Saint-Pierre, sous des pins.

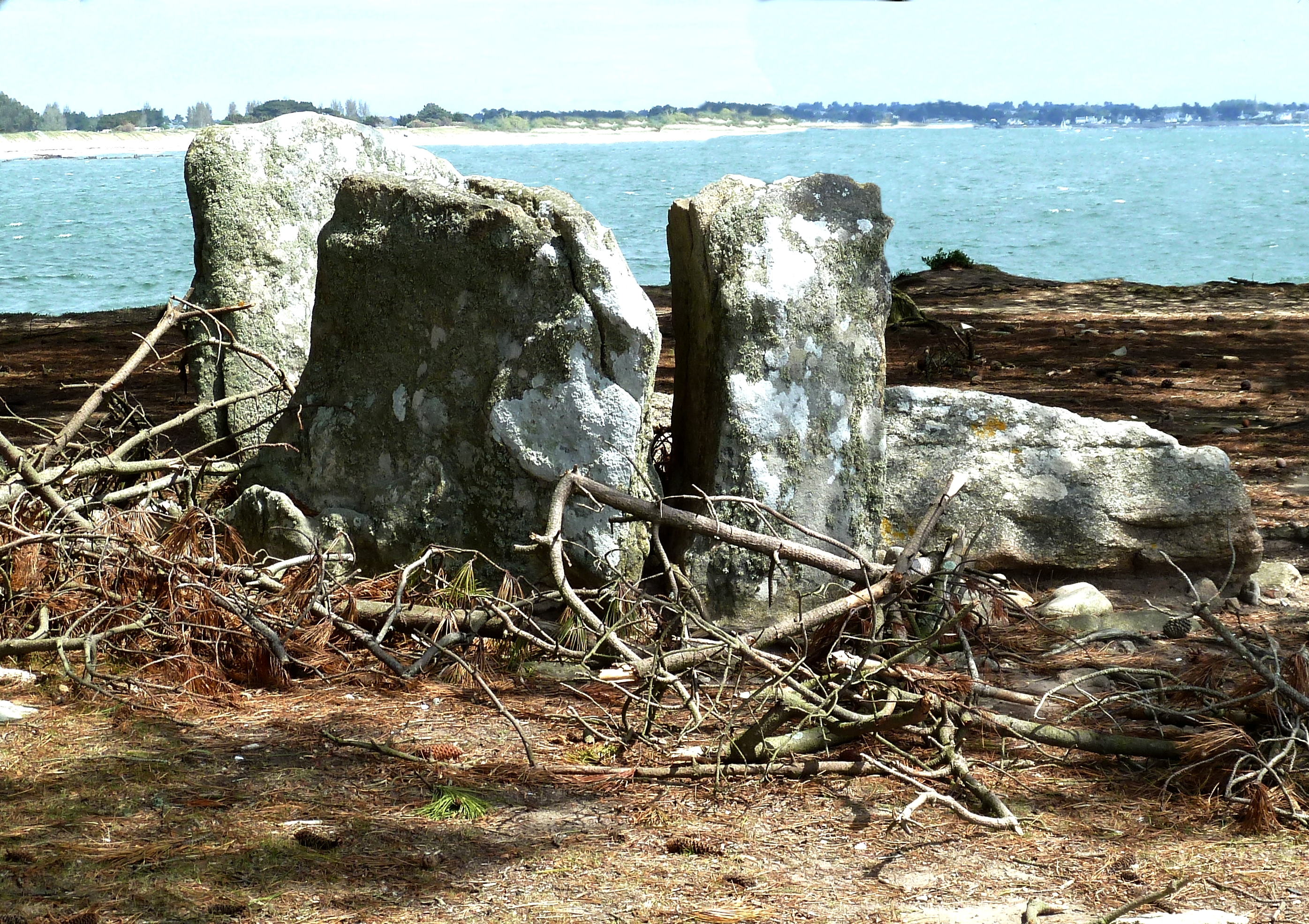
Orthostates du Dolmen d'Er Houel

Le dolmen est presque totalement ruiné : ne subsistent que trois orthostates de la chambre, la dalle de couverture reposant sur le sol. Il s'agirait d'un dolmen à couloir. Le sol de la chambre est dallé avec de grandes pierres.

### Reconstitution 3D
- Dolmen er Hourel (construit par photogrammétrie)